# X-Faktor (második évad)
A show-műsor 2011-ben is folytatódott, a 2010-es X faktor nagy sikerei miatt. Az X-Faktor második évada 2011. szeptember 3-án kezdődött. A műsorvezetők az első évad fináléjában jelentették be, hogy 2011-ben a Csillag születik újabb évada után ismételten látható lesz az X-Faktor. A második szériában Ördög Nóra egyedül vezette a műsort. A jól bevált mentorok sem változtak: ugyanúgy Keresztes Ildikó, Nagy Feró, Malek Miklós és Geszti Péter. A második széria nyertese Kocsis Tibor lett, a legjobb női versenyző pedig Muri Enikő. A műsor után lemezszerződést kapott Kocsis Tibor és Muri Enikő. Kislemezszerződést pedig Baricz Gergő és Tarány Tamás. A fináléban Ördög Nóra bejelentette, hogy 2012-ben is lesz X-Faktor.

## Műsorok felvételről

### Válogatók
A szereplőválogatásra 2011 tavaszán került sor az RTL székházában, amire ismét több ezren jelentkeztek.

### A Tábor
A Táborba 150 versenyző került be, ahol újabb meghallgatásokon vettek részt. Az első napon a 150 előadót 3-4 fős csoportokra bontották, így kellett egy új dalt előadniuk. A zsűri az előadást követően azonnal eldöntötte, hogy ki jutott tovább a második fordulóba. Még mielőtt sor került volna a második meghallgatásra, a zsűri előzetes tapasztalatok alapján 50 főre csökkentette a létszámot. A második fordulóból került ki az a 24 versenyző, akik ellátogathattak a Mentorok házába.
A mentorok három fiúnak (akik egyéniben kiestek) énekegyüttes formájában lehetőséget adtak a folytatásra. A fiúk megragadták a lehetőséget, így létrejött a Kumich Tamás, Varjú René és Nánássy Tibor alkotta Apollo23.

### Mentorok háza
| Mentor           | Segítő          | Kategória       | Versenyzők                      | Versenyzők    | Versenyzők                          | Versenyzők                   | Versenyzők           | Versenyzők     |
| ---------------- | --------------- | --------------- | ------------------------------- | ------------- | ----------------------------------- | ---------------------------- | -------------------- | -------------- |
| Keresztes Ildikó | Kicska László   | Fiúk            | Baricz Gergő                    | Barna Gergely | Demes Tamás                         | Kelemen Csaba – Lil C.       | Oltyán Attila        | Tarsoly Arnold |
| Nagy Feró        | Wolf Kati       | Lányok          | Abodi-Nagy Blanka               | Bagosi Alexa  | Farkas Éva                          | Gubik Petra                  | Kováts Vera          | Muri Enikő     |
| Malek Miklós     | Tóth Gabi       | 25 év felettiek | Borzné Kovács Violetta          | Géczi András  | Gyurcsík Tibor                      | Kocsis Tibor                 | Luther Beuka         | Tarány Tamás   |
| Geszti Péter     | Patkó Béla Kiki | Csapatok        | Angler Balázs és Simon Boglárka | Apollo23      | Czékmány Tamás és Wunderli Hajnalka | Csótó Szilvia és Berta Kitti | Hajdu Bea és Mariann | Rocktenors     |

### A döntősök
A Hajdu testvérek (Bea és Mariann) duója ezentúl "Ikrek" néven szerepel.
| – Győztes      |
| – 2. helyezett |
| – 3. helyezett |

| Mentor           | Kategória       | Döntősök       | Döntősök     | Döntősök               | Döntősök |
| ---------------- | --------------- | -------------- | ------------ | ---------------------- | -------- |
| Keresztes Ildikó | Fiúk            | Baricz Gergő   | Demes Tamás  | Kelemen Csaba – Lil C. |          |
| Nagy Feró        | Lányok          | Bagosi Alexa   | Kováts Vera  | Muri Enikő             |          |
| Malek Miklós     | 25 év felettiek | Gyurcsík Tibor | Kocsis Tibor | Tarány Tamás           |          |
| Geszti Péter     | Csapatok        | Apollo23       | Ikrek        | Rocktenors             |          |

## Élő műsorok

### Összesített eredmények
| – Lányok (Nagy Feró)                                                          |
| – Fiúk (Keresztes Ildikó)                                                     |
| – 25 év felettiek (Malek Miklós)                                              |
| – Csapatok (Geszti Péter)                                                     |
| – Az előadó továbbjutott                                                      |
| – A két legkevesebb szavazattal rendelkező előadó, akiknek párbajozni kellett |
| – Az előadó kiesett                                                           |
| – Érintett mentor kieső előadóval                                             |
| – Érintett mentor továbbjutó előadóval                                        |
| – Érintett mentor                                                             |

| #                | Versenyző              | 1. hét (okt. 15.)              | 2. hét (okt. 22.)     | 3. hét (okt. 29.) | 4. hét (nov. 5.)          | 5. hét (nov. 12.)      | 6. hét (nov. 19.)      | 7. hét (nov. 26.)       | 8. hét (dec. 3.)            | 9. hét (dec. 10.)            | 10. hét (Finálé)                  | 10. hét (Finálé)                  |
| #                | Versenyző              | 1. hét (okt. 15.)              | 2. hét (okt. 22.)     | 3. hét (okt. 29.) | 4. hét (nov. 5.)          | 5. hét (nov. 12.)      | 6. hét (nov. 19.)      | 7. hét (nov. 26.)       | 8. hét (dec. 3.)            | 9. hét (dec. 10.)            | (dec. 17.)                        | (dec. 18.)                        |
| ---------------- | ---------------------- | ------------------------------ | --------------------- | ----------------- | ------------------------- | ---------------------- | ---------------------- | ----------------------- | --------------------------- | ---------------------------- | --------------------------------- | --------------------------------- |
| 1.               | Kocsis Tibor           | 4. 11,70%                      | 1. 28,10%             | 2. 20,00%         | 1. 22,00%                 | 1. 25,52%              | 6. 10,52%              | 1. 24,25%               | 1. 29,02%                   | 1. 30,42%                    | 1. 41,53%                         | 1. 54,10%                         |
| 2.               | Muri Enikő             | 1. 22,00%                      | 2. 18,80%             | 1. 23,10%         | 3. 17,24%                 | 2. 14,62%              | 1. 22,40%              | 2. 19,50%               | 2. 20,50%                   | 3. 23,34%                    | 2. 33,08%                         | 2. 45,90%                         |
| 3.               | Baricz Gergő           | 2. 14,80%                      | 4. 8,00%              | 3. 15,10%         | 2. 19, 87%                | 4. 13,53%              | 2. 20,94%              | 3. 18,15%               | 4. 16,15%                   | 2. 24,05%                    | 3. 25,29%                         | 3. helyezett                      |
| 4.               | Tarány Tamás           | 3. 12,90%                      | 3. 11,30%             | 4. 8,20%          | 4. 13,92%                 | 3. 13,89%              | 3. 15,33%              | 5. 16,32%               | 3. 19,44%                   | 4. 22,19%                    | Kiesett (9. hét)                  | Kiesett (9. hét)                  |
| 5.               | Kováts Vera            | 5. 7,40%                       | 5. 7,20%              | 6. 6,10%          | 6. 7,04%                  | 5. 12,91%              | 4. 11,55%              | 4. 16,33%               | 5. 14,90%                   | Kiesett (8. hét)             | Kiesett (8. hét)                  | Kiesett (8. hét)                  |
| 6.               | Rocktenors             | 11. 2,40%                      | 8. 6,00%              | 9. 4,60%          | 8. 1,80%                  | 6. 9,21%               | 5. 10,71%              | 6. 5,45%                | Kiesett (7. hét)            | Kiesett (7. hét)             | Kiesett (7. hét)                  | Kiesett (7. hét)                  |
| 7.               | Kelemen Csaba – Lil C. | 7. 6,30%                       | 10. 3,40%             | 5. 7,30%          | 5. 10,36%                 | 8. 4,28%               | 7. 8,55%               | Kiesett (6. hét)        | Kiesett (6. hét)            | Kiesett (6. hét)             | Kiesett (6. hét)                  | Kiesett (6. hét)                  |
| 8.               | Bagosi Alexa           | 8. 5,80%                       | 7. 6,10%              | 8. 6,10%          | 7. 6,08%                  | 7. 5,04%               | Kiesett (5. hét)       | Kiesett (5. hét)        | Kiesett (5. hét)            | Kiesett (5. hét)             | Kiesett (5. hét)                  | Kiesett (5. hét)                  |
| 9.               | Apollo23               | 6. 6,30%                       | 6. 6,40%              | 7. 6,10%          | 9. 1,69%                  | Kiesett (4. hét)       | Kiesett (4. hét)       | Kiesett (4. hét)        | Kiesett (4. hét)            | Kiesett (4. hét)             | Kiesett (4. hét)                  | Kiesett (4. hét)                  |
| 10.              | Ikrek                  | 9. 4,50%                       | 9. 3,70%              | 10. 3,40%         | Kiesett (3. hét)          | Kiesett (3. hét)       | Kiesett (3. hét)       | Kiesett (3. hét)        | Kiesett (3. hét)            | Kiesett (3. hét)             | Kiesett (3. hét)                  | Kiesett (3. hét)                  |
| 11.              | Demes Tamás            | 10. 3,90%                      | 11. 1,00%             | Kiesett (2. hét)  | Kiesett (2. hét)          | Kiesett (2. hét)       | Kiesett (2. hét)       | Kiesett (2. hét)        | Kiesett (2. hét)            | Kiesett (2. hét)             | Kiesett (2. hét)                  | Kiesett (2. hét)                  |
| 12.              | Gyurcsík Tibor         | 12. 2,10%                      | Kiesett (1. hét)      | Kiesett (1. hét)  | Kiesett (1. hét)          | Kiesett (1. hét)       | Kiesett (1. hét)       | Kiesett (1. hét)        | Kiesett (1. hét)            | Kiesett (1. hét)             | Kiesett (1. hét)                  | Kiesett (1. hét)                  |
|                  |                        |                                |                       |                   |                           |                        |                        |                         |                             |                              |                                   |                                   |
| Párbajozók       | Párbajozók             | Rocktenors Gyurcsík Tibor      | Demes Tamás Lil C.    | Ikrek Rocktenors  | Rocktenors Apollo23       | Bagosi Alexa Lil C.    | Lil C. Kocsis Tibor    | Rocktenors Tarány Tamás | Kováts Vera Baricz Gergő    | Tarány Tamás Muri Enikő      | A zsűri nem szavaz, csak a nézők. | A zsűri nem szavaz, csak a nézők. |
| Zsűri szavazása  | Zsűri szavazása        | Ki essen ki?                   | Ki essen ki?          | Ki essen ki?      | Ki essen ki?              | Ki essen ki?           | Ki essen ki?           | Ki essen ki?            | Ki essen ki?                | Ki essen ki?                 | A zsűri nem szavaz, csak a nézők. | A zsűri nem szavaz, csak a nézők. |
| Geszti Péter     | Geszti Péter           | Gyurcsík Tibor                 | Lil C.                | Ikrek             | Rocktenors                | Bagosi Alexa           | Kocsis Tibor           | Tarány Tamás            | Kováts Vera                 | Muri Enikő                   | A zsűri nem szavaz, csak a nézők. | A zsűri nem szavaz, csak a nézők. |
| Keresztes Ildikó | Keresztes Ildikó       | Rocktenors                     | Demes Tamás           | Ikrek             | Rocktenors                | Bagosi Alexa           | Kocsis Tibor           | Rocktenors              | Kováts Vera                 | Tarány Tamás                 | A zsűri nem szavaz, csak a nézők. | A zsűri nem szavaz, csak a nézők. |
| Malek Miklós     | Malek Miklós           | Rocktenors                     | Demes Tamás           | Ikrek             | Apollo23                  | Bagosi Alexa           | Lil C.                 | Rocktenors              | Baricz Gergő                | Muri Enikő                   | A zsűri nem szavaz, csak a nézők. | A zsűri nem szavaz, csak a nézők. |
| Nagy Feró        | Nagy Feró              | Gyurcsík Tibor                 | Demes Tamás           | Rocktenors        | Apollo23                  | Lil C.                 | Lil C.                 | Rocktenors              | Baricz Gergő                | Tarány Tamás                 | A zsűri nem szavaz, csak a nézők. | A zsűri nem szavaz, csak a nézők. |
| Kieső            | Kieső                  | Gyurcsík Tibor zsűri 2:2 nézők | Demes Tamás zsűri 3:1 | Ikrek zsűri 3:1   | Apollo 23 zsűri 2:2 nézők | Bagosi Alexa zsűri 3:1 | Lil C. zsűri 2:2 nézők | Rocktenors zsűri 3:1    | Kováts Vera zsűri 2:2 nézők | Tarány Tamás zsűri 2:2 nézők | Baricz Gergő                      | Muri Enikő                        |

### A döntők

#### 1. hét (október 15.)
- Téma: Zenei példaképek
- Sztárfellépő: Vastag Csaba (Szállj!)
- Közös produkció: Egy másik nemzedék (No Thanx)

| Sorrend                 | Versenyző      | Dal (eredeti előadó)                               | Eredmény     |
| ----------------------- | -------------- | -------------------------------------------------- | ------------ |
| 1                       | Lil C.         | More (Usher)                                       | Továbbjutott |
| 2                       | Ikrek          | Beautiful (Christina Aguilera)                     | Továbbjutott |
| 3                       | Gyurcsík Tibor | Rehab (Amy Winehouse)                              | Utolsó kettő |
| 4                       | Tarány Tamás   | Vertigo (U2)                                       | Továbbjutott |
| 5                       | Demes Tamás    | Let It Be (The Beatles)                            | Továbbjutott |
| 6                       | Kováts Vera    | Breakaway (Kelly Clarkson)                         | Továbbjutott |
| 7                       | Rocktenors     | Bad / Thriller (Michael Jackson)                   | Utolsó kettő |
| 8                       | Bagosi Alexa   | You’ll See (Madonna)                               | Továbbjutott |
| 9                       | Kocsis Tibor   | Could It Be Magic (Barry Manilow)                  | Továbbjutott |
| 10                      | Apollo23       | Patience (Take That)                               | Továbbjutott |
| 11                      | Baricz Gergő   | A Little Less Conversation (Elvis Presley vs. JXL) | Továbbjutott |
| 12                      | Muri Enikő     | If I Were a Boy (Beyoncé)                          | Továbbjutott |
| Az utolsó kettő párbaja |                |                                                    |              |
| 1                       | Rocktenors     | The Show Must Go On (Queen)                        | Továbbjutott |
| 2                       | Gyurcsík Tibor | Mindentől távol (Back II Black)                    | Kiesett      |

A zsűri szavazata arról, hogy ki essen ki:
- Nagy Feró: Gyurcsík Tibor
- Malek Miklós: Rocktenors
- Geszti Péter: Gyurcsík Tibor
- Keresztes Ildikó: Rocktenors

Az eredmény döntetlen lett, a nézői szavazatok alapján Gyurcsík Tibor esett ki.

#### 2. hét (október 22.)
- Téma: Suttogások és sikolyok
- Sztárfellépő: Tóth Gabi (Jöjj még)
- Közös produkció: Tevagyazakitalegjobban (Back II Black)

| 1                       | Muri Enikő   | I Will Love Again (Lara Fabian)               | Továbbjutott |
| 2                       | Apollo23     | All Rise (Blue)                               | Továbbjutott |
| 3                       | Tarány Tamás | A csúnya fiúknak is van szíve (Presser Gábor) | Továbbjutott |
| 4                       | Lil C.       | Grenade (Bruno Mars)                          | Utolsó kettő |
| 5                       | Rocktenors   | Adagio                                        | Továbbjutott |
| 6                       | Kováts Vera  | Love Song (Sara Bareilles)                    | Továbbjutott |
| 7                       | Baricz Gergő | Love Is All Around (Wet Wet Wet)              | Továbbjutott |
| 8                       | Bagosi Alexa | Jump (Girls Aloud)                            | Továbbjutott |
| 9                       | Demes Tamás  | Hamu és gyémánt (Cserháti Zsuzsa)             | Utolsó kettő |
| 10                      | Ikrek        | Big Girls Don't Cry (Fergie)                  | Továbbjutott |
| 11                      | Kocsis Tibor | Somebody to Love (Queen)                      | Továbbjutott |
| Az utolsó kettő párbaja |              |                                               |              |
| 1                       | Demes Tamás  | Fallin’ (Alicia Keys)                         | Kiesett      |
| 2                       | Lil C.       | Man in the Mirror (Michael Jackson)           | Továbbjutott |

A zsűri szavazata arról, hogy ki essen ki:
- Nagy Feró: Demes Tamás
- Malek Miklós: Demes Tamás
- Geszti Péter: Lil C.
- Keresztes Ildikó: Demes Tamás

#### 3. hét (október 29.)
- Téma: Rockdalok
- Sztárfellépő: Janicsák Veca (Labirintus)
- Közös produkció: Salalla (Tóth Gabi)

| 1                       | Baricz Gergő | Csak a szívemet teszem eléd (Vikidál Gyula)        | Továbbjutott |
| 2                       | Rocktenors   | (I Can't Get No) Satisfaction (The Rolling Stones) | Utolsó kettő |
| 3                       | Bagosi Alexa | My Immortal (Evanescence)                          | Továbbjutott |
| 4                       | Tarány Tamás | Best of You (Foo Fighters)                         | Továbbjutott |
| 5                       | Ikrek        | Ő még csak most tizennégy (LGT)                    | Utolsó kettő |
| 6                       | Kocsis Tibor | Under the Bridge (Red Hot Chili Peppers)           | Továbbjutott |
| 7                       | Kováts Vera  | Highway to Hell (AC/DC)                            | Továbbjutott |
| 8                       | Apollo23     | Mielőtt elmegyek (Bikini)                          | Továbbjutott |
| 9                       | Muri Enikő   | U + Ur Hand (Pink)                                 | Továbbjutott |
| 10                      | Lil C.       | Give In to Me (Michael Jackson)                    | Továbbjutott |
| Az utolsó kettő párbaja |              |                                                    |              |
| 1                       | Ikrek        | Maradj velem (Balázs Fecó)                         | Kiesett      |
| 2                       | Rocktenors   | Who Wants to Live Forever (Queen)                  | Továbbjutott |

A zsűri szavazata arról, hogy ki essen ki:
- Nagy Feró: Rocktenors
- Malek Miklós: Ikrek
- Geszti Péter: Ikrek
- Keresztes Ildikó: Ikrek

#### 4. hét (november 5.)
- Téma: Feldolgozások
- Sztárfellépő: Bery Ary és Ágnes Vanilla (A szavak eltalálnak – Ne higgy nekem)
- Közös produkció: Szabadulj fel (Gringo Sztár)

| 1                       | Kováts Vera  | How Do You Do? (Roxette; Cascada)                     | Továbbjutott |
| 2                       | Tarány Tamás | Music (Madonna; Roy & Ádám)                           | Továbbjutott |
| 3                       | Apollo23     | Umbrella (Rihanna; The Baseballs)                     | Utolsó kettő |
| 4                       | Kocsis Tibor | I Want to Know What Love Is (Foreigner; Mariah Carey) | Továbbjutott |
| 5                       | Rocktenors   | Take on Me (A-ha; Northern Kings)                     | Utolsó kettő |
| 6                       | Muri Enikő   | Érzés (Edda; Auth Csilla)                             | Továbbjutott |
| 7                       | Lil C.       | It's My Life (Bon Jovi; Paul Anka)                    | Továbbjutott |
| 8                       | Baricz Gergő | Állj meg, kislány (Ihász Gábor; Zorall)               | Továbbjutott |
| 9                       | Bagosi Alexa | Mizu (Fluor; MR2 Akusztik Kesh)                       | Továbbjutott |
| Az utolsó kettő párbaja |              |                                                       |              |
| 1                       | Rocktenors   | Always (Bon Jovi)                                     | Továbbjutott |
| 2                       | Apollo23     | Most kell eldöntenem (Demjén Ferenc)                  | Kiesett      |

A zsűri szavazata arról, hogy ki essen ki:
- Nagy Feró: Apollo23
- Malek Miklós: Apollo23
- Geszti Péter: Rocktenors
- Keresztes Ildikó: Rocktenors

Az eredmény döntetlen lett, a nézői szavazatok alapján az Apollo23 esett ki.

#### 5. hét (november 12.)
- Téma: Díjnyertes dalok
- Sztárfellépő: Wolf Kati (Vár a holnap)
- Közös produkció: Sorskerék (Tóth Vera)

| 1                       | Rocktenors   | Don't Cry (Guns N’ Roses)                     | Továbbjutott |
| 2                       | Bagosi Alexa | I Don't Need a Man (Pussycat Dolls)           | Utolsó kettő |
| 3                       | Baricz Gergő | Use Somebody (Kings of Leon)                  | Továbbjutott |
| 4                       | Kováts Vera  | Elég volt! (Tóth Gabi)                        | Továbbjutott |
| 5                       | Tarány Tamás | Minden most kezdődik el (Ákos)                | Továbbjutott |
| 6                       | Lil C.       | Hol van az a lány (Fekete Vonat)              | Utolsó kettő |
| 7                       | Muri Enikő   | Feel (Robbie Williams)                        | Továbbjutott |
| 8                       | Kocsis Tibor | Kinek mondjam el vétkeimet? (Bayer Friderika) | Továbbjutott |
| Az utolsó kettő párbaja |              |                                               |              |
| 1                       | Bagosi Alexa | Heaven (Bryan Adams)                          | Kiesett      |
| 2                       | Lil C.       | I Believe I Can Fly (R. Kelly)                | Továbbjutott |

A zsűri szavazata arról, hogy ki essen ki:
- Nagy Feró: Lil C.
- Malek Miklós: Bagosi Alexa
- Geszti Péter: Bagosi Alexa
- Keresztes Ildikó: Bagosi Alexa

#### 6. hét (november 19.)
- Téma: Zúzunk az éjszakában
- Sztárfellépő: The Carbonfools (Hideaway), Fluor (Mizu / Lájk / Halenda)
- Közös produkció: A zenétől felforr a vérem (Cozombolis)

| 1                       | Kocsis Tibor | If I Had You (Adam Lambert)                         | Utolsó kettő |
| 2                       | Rocktenors   | Into the Night (Santana & Nickelback)               | Továbbjutott |
| 3                       | Lil C.       | Beautiful Monster (Ne-Yo)                           | Utolsó kettő |
| 4                       | Kováts Vera  | Vuk / Party in the U.S.A. (Wolf Kati / Miley Cyrus) | Továbbjutott |
| 5                       | Tarány Tamás | Maniac (Flashdance)                                 | Továbbjutott |
| 6                       | Muri Enikő   | The Edge of Glory (Lady Gaga)                       | Továbbjutott |
| 7                       | Baricz Gergő | Are You Gonna Be My Girl (Jet)                      | Továbbjutott |
| Az utolsó kettő párbaja |              |                                                     |              |
| 1                       | Lil C.       | Hero (Enrique Iglesias)                             | Kiesett      |
| 2                       | Kocsis Tibor | Against All Odds (Phil Collins)                     | Továbbjutott |

A zsűri szavazata arról, hogy ki essen ki:
- Nagy Feró: Lil C.
- Malek Miklós: Lil C.
- Geszti Péter: Kocsis Tibor
- Keresztes Ildikó: Kocsis Tibor

Az eredmény döntetlen lett, a nézői szavazatok alapján Lil C. esett ki.

#### 7. hét (november 26.)
- Téma: A természet ereje
- Sztárfellépő: Király L. Norbi (Valahol elveszett)
- Közös produkció: Az én órám másképp jár (Roy & Ádám)

| Sorrend                 | Versenyző(k)                | Dal (eredeti előadó)                   | Eredmény     |
| ----------------------- | --------------------------- | -------------------------------------- | ------------ |
| 1                       | Tarány Tamás                | Summer in the city (Joe Cocker)        | Utolsó kettő |
| 2                       | Muri Enikő                  | Március végétől (Zanzibar)             | Továbbjutott |
| 3                       | Baricz Gergő                | Wonderful Life (Black)                 | Továbbjutott |
| 4                       | Kocsis Tibor                | Aint't No Sunshine (Bill Withers)      | Továbbjutott |
| 5                       | Kováts Vera                 | Set Fire To The Rain (Adele)           | Továbbjutott |
| 6                       | Rocktenors                  | Homok a Szélben (Korál)                | Utolsó kettő |
| Duett                   |                             |                                        |              |
| 1                       | Muri Enikő és Kocsis Tibor  | As (George Michael & Mary J. Blige)    |              |
| 2                       | Tarány Tamás és Rocktenors  | In The Shadows (The Rasmus)            |              |
| 3                       | Kováts Vera és Baricz Gergő | Time After Time (Cyndi Lauper)         |              |
| Az utolsó kettő párbaja |                             |                                        |              |
| 1                       | Rocktenors                  | I Don’t Wanna Miss A Thing (Aerosmith) | Kiesett      |
| 2                       | Tarány Tamás                | Second Chance (Shinedown)              | Továbbjutott |

A zsűri szavazata arról, hogy ki essen ki:
- Malek Miklós: Rocktenors
- Geszti Péter: Tarány Tamás
- Keresztes Ildikó: Rocktenors
- Nagy Feró: Rocktenors

#### 8. hét (december 3.)
- Téma: Egy amerikai és egy magyar dal
- Sztárfellépő: Aurea és Takács Nikolas (Where Is The Love)
- Közös produkció: Sosem vagy egyedül (Gáspár Laci)
- A kiesett előadók közös produkciója: Careless Whisper (George Michael)

| Versenyző               | Sorrend | Első dal (eredeti előadó)                        | Sorrend                          | Második dal (eredeti előadó)     | Eredmény     |
| ----------------------- | ------- | ------------------------------------------------ | -------------------------------- | -------------------------------- | ------------ |
| Kováts Vera             | 1       | Hiphop (Rúzsa Magdi)                             | 7                                | Mine (Taylor Swift)              | Utolsó kettő |
| Tarány Tamás            | 2       | Closer to the Edge (Thirty Seconds to Mars)      | 8                                | Gyémánt (Kimnowak)               | Továbbjutott |
| Muri Enikő              | 3       | Sweet Dreams (Beyoncé)                           | 10                               | Magányos csónak (Tompos Kátya)   | Továbbjutott |
| Baricz Gergő            | 4       | Hajolj bele a hajamba (Péterfy Bori & Love Band) | 9                                | Bad Habits (Jace Everett)        | Utolsó kettő |
| Kocsis Tibor            | 5       | Feeling good (Michael Bublé)                     | 6                                | Nem adom fel (Locomotiv GT)      | Továbbjutott |
| Az utolsó kettő párbaja |         |                                                  |                                  |                                  |              |
| Kováts Vera             | 1       | When I Look At You (Miley Cyrus)                 | When I Look At You (Miley Cyrus) | When I Look At You (Miley Cyrus) | Kiesett      |
| Baricz Gergő            | 2       | Dream On (Aerosmith)                             | Dream On (Aerosmith)             | Dream On (Aerosmith)             | Továbbjutott |

A zsűri szavazata arról, hogy ki essen ki:
- Nagy Feró: Baricz Gergő
- Malek Miklós: Baricz Gergő
- Geszti Péter: Kováts Vera
- Keresztes Ildikó: Kováts Vera

Az eredmény döntetlen lett, a nézői szavazatok alapján Kováts Vera esett ki.

#### 9. hét (december 10.)
- Téma: A mentor és az előadó kedvenc dala
- Sztárfellépő: Anti Fitness Club, Pásztor Anna és Jonny K. Palmer (Moves like Jagger/Satisfaction), Szabó Ádám (Magyarország)
- Közös produkció: Vidéki sanzon (Magna Cum Laude)

| Versenyző               | Sorrend | Első dal (eredeti előadó)             | Sorrend                               | Második dal (eredeti előadó)          | Eredmény     |
| ----------------------- | ------- | ------------------------------------- | ------------------------------------- | ------------------------------------- | ------------ |
| Tarány Tamás            | 1       | Lehetek én is (Vad Fruttik)           | 7                                     | Cryin' (Aerosmith)                    | Utolsó kettő |
| Baricz Gergő            | 2       | Hard To Handle (Black Crowes)         | 5                                     | Apám hitte (Zorán)                    | Továbbjutott |
| Muri Enikő              | 3       | Kockahas (Venus)                      | 6                                     | Because Of You (Kelly Clarkson)       | Utolsó kettő |
| Kocsis Tibor            | 4       | Just The Way You Are (Bruno Mars)     | 8                                     | Legyen ünnep (Katona Klári)           | Továbbjutott |
| Az utolsó kettő párbaja |         |                                       |                                       |                                       |              |
| Tarány Tamás            | 1       | Elfelejtett dal (Cserháti Zsuzsa)     | Elfelejtett dal (Cserháti Zsuzsa)     | Elfelejtett dal (Cserháti Zsuzsa)     | Kiesett      |
| Muri Enikő              | 2       | The Voice Within (Christina Aguilera) | The Voice Within (Christina Aguilera) | The Voice Within (Christina Aguilera) | Továbbjutott |

A zsűri szavazata arról, hogy ki essen ki:
- Nagy Feró: Tarány Tamás
- Malek Miklós: Muri Enikő
- Geszti Péter: Muri Enikő
- Keresztes Ildikó: Tarány Tamás

Az eredmény döntetlen lett, a nézői szavazatok alapján Tarány Tamás esett ki.

#### 10. hét – Finálé (december 17-18.)
A fináléban csak a nézői szavazatok számítottak.

##### Szombat este
- Téma: a mentor kedvenc dala a korábban már előadottakból, duett egy sztárvendéggel, valamint a válogatón előadott dal
- Sztárfellépő: Magna Cum Laude (Túl későn)
- Közös produkció: Egyveleg – A legjobb 12, Happy Xmas (War Is Over) (John Lennon)
- Duettek:
  - Baricz Gergő és a KFT
  - Muri Enikő és Dolhai Attila
  - Kocsis Tibor és Zséda

| Versenyző    | Sorrend | Mentor kedvenc dala (eredeti előadó)            | Sorrend | Duett a vendéggel (eredeti előadó)     | Sorrend | Válogatón előadott dal (eredeti előadó)                 | Eredmény             |
| ------------ | ------- | ----------------------------------------------- | ------- | -------------------------------------- | ------- | ------------------------------------------------------- | -------------------- |
| Baricz Gergő | 1       | Are You Gonna Be My Girl (Jet)                  | 4       | Afrika (KFT)                           | 7       | Wicked Game (Chris Isaak)                               | Kiesett 3. helyezett |
| Muri Enikő   | 2       | Játssz még! (Kovács Kati és Sztevanovity Zorán) | 5       | A zene (A Valahol Európában betétdala) | 8       | Hurt (Christina Aguilera)                               | Továbbjutott         |
| Kocsis Tibor | 3       | Somebody to Love (Queen)                        | 6       | Mindhalálig mellettem (Zséda)          | 9       | I Will Talk and Hollywood Will Listen (Robbie Williams) | Továbbjutott         |

A nézői szavazatok alapján Baricz Gergő esett ki, így Muri Enikő és Kocsis Tibor jutott be a vasárnapi fináléba.

##### Vasárnap este
- Téma: karácsony, a versenyző kedvenc dala a korábban már előadottakból, valamint a győztes dala
- Sztárfellépő: Vastag Csaba és Vastag Tamás (Őrizd az álmod); Omega (Hallgatag szív); Keresztes Ildikó (Egészen, mert félig nem tudok)
- Közös produkció: A zene kísér majd az úton (Takács Nikolas); Búcsúdal (Bereczki Zoltán)

| Versenyző    | Sorrend | Versenyző kedvenc dala (eredeti előadó) | Sorrend | Karácsonyi dal (eredeti előadó)        | Sorrend | Győztes dala (eredeti előadó)                     | Eredmény     |
| ------------ | ------- | --------------------------------------- | ------- | -------------------------------------- | ------- | ------------------------------------------------- | ------------ |
| Muri Enikő   | 1       | If I Were a Boy (Beyoncé)               | 3       | Where Are You, Christmas? (Faith Hill) | 5       | Mit ér egy hang? (Brian Kennedy és Secret Garden) | 2. helyezett |
| Kocsis Tibor | 2       | Feeling good (Michael Bublé)            | 4       | Silent Night/Csendes éj                | 6       | Mit ér egy hang? (Brian Kennedy és Secret Garden) | Győztes      |

A nézői szavazatok alapján az évad Kocsis Tibor nyerte.

## Nézettség
| Epizód               | Vetítés              | Nézők               | Arány (%)           | Heti helyezés       | Forrás              |
| Műsorok felvételről  | Műsorok felvételről  | Műsorok felvételről | Műsorok felvételről | Műsorok felvételről | Műsorok felvételről |
| -------------------- | -------------------- | ------------------- | ------------------- | ------------------- | ------------------- |
| Válogató I.          | 2011. szeptember 3.  | 2.1 millió          | 46,5                | 1.                  | [ 4 ]               |
| Válogató II.         | 2011. szeptember 10. | 1.9 millió          | 45,6                | 1.                  | [ 5 ]               |
| Válogató III.        | 2011. szeptember 17. | 2.1 millió          | 47,3                | 1.                  | [ 6 ]               |
| Válogató IV.         | 2011. szeptember 24. | 2.3 millió          | 48,5                | 1.                  | [ 7 ]               |
| A Tábor I.           | 2011. október 1.     | 2.1 millió          | 44,5                | 2.                  | [ 8 ]               |
| A Tábor II.          | 2011. október 2.     | 2.3 millió          | 42,7                | 1.                  | [ 8 ]               |
| Mentorok háza I.     | 2011. október 8.     | 2.0 millió          | 44,3                | 2.                  | [ 9 ]               |
| Mentorok háza II.    | 2011. október 9.     | 2.1 millió          | 40,9                | 1.                  | [ 9 ]               |
| Élő műsorok (Döntők) |                      |                     |                     |                     |                     |
| 1. hét               | 2011. október 15.    | 2 175 324           | 47,9                | 1.                  | [ 10 ]              |
| 2. hét               | 2011. október 22.    | 2 183 168           | 46,2                | 1.                  | [ 11 ]              |
| 3. hét               | 2011. október 29.    | 2 156 853           | 46                  | 1.                  | [ 12 ]              |
| 4. hét               | 2011. november 5.    | 2 172 402           | 44,6                | 1.                  | [ 13 ]              |
| 5. hét               | 2011. november 12.   | 2 195 798           | 45,2                | 1.                  | [ 14 ]              |
| 6. hét               | 2011. november 19.   | 2 197 886           | 45,2                | 1.                  | [ 15 ]              |
| 7. hét               | 2011. november 26.   | 2 178 713           | 43,7                | 1.                  | [ 16 ]              |
| 8. hét               | 2011. december 3.    | 2 226 559           | 45,5                | 1.                  | [ 17 ]              |
| 9. hét               | 2011. december 10.   | 2 207 026           | 45,4                | 1.                  | [ 18 ]              |
| 10. hét (Finálé)     | 2011. december 17.   | 2.2 millió          | 46,3                | 2.                  | [ 19 ]              |
| 10. hét (Finálé)     | 2011. december 18.   | 2 353 629           | 44,5                | 1.                  | [ 19 ]              |